# Suriname van A tot Z

## A
A Mili - A no bon priti un - Marlyn Aaron - Anita Abaisa - Ronald Abaisa - Donegi Abena - Paul Abena - Oscar Abendanon - Cynthia Abrahams - Enrico Abrahams - Ramon Abrahams - Clark Accord - ACS-staten - Carolyn Adel - Herman Adhin - Jnan Hansdev Adhin - Adyáko Benti Basiton - Cornelis van Aerssen van Sommelsdijck - Afobaka - Afobakadam - Fillia Afosoe - Afro-Surinamers - Willem Ahlbrinck - Toyabali Ahmadali - Jules Ajodhia - Agent-generaal voor de Immigratie - Alabi - Adriaan Alberga - Willy Alberga - Albina - Algemene Middelbare School - Alkmaar (plaats) - Errol Alibux - Caprino Alendy - Aluku (stam) - Aluku (taal) - Nardo Aluman - Aluminium - Alice Amafo - Edgar Amanh - Joyce Amarello-Williams - Amasabo - Karin Amatmoekrim - Robert Ameerali - Amnestiewet - Amatopo - Amatopo Airstrip - Ampies Broadcasting Corporation Suriname - Hermannus Amya - Anaconda - Anansi - Cor Anijs- Anton de Kom Universiteit van Suriname - Antruwa - Apetina - Apiapaati - Richel Apinsa - Apintie - Apoera - Arapahu - Arowakken - Henck Arron - Bernardo Ashetu - Tommy Asinga - Reinier Asmoredjo - Asongo Alalaparoe - W. van Ass - Ronald Assen - Assid - Ātman (roman) - Maarten Atmodikoro - Poetini Atompai - Aukaners - Awarra - S.H. Axwijk - Evert Azimullah

## B
Corrie van der Baan - Ryan Babel - John Baboeram - Bacove - Baka Brahma - Bakabusi Nengre - Bakbanaan - Carla Bakboord - Bakhuisgebergte - bakkeljauw - Freek Bakker - Bakkie - Bakroe - Djietnarainsingh Baldewsingh - Rabin Baldewsingh - Dewanand Balesar - Gilbert Ballantine - Narsingh Balwantsingh - Bananenchips - Sigourney Bandjar - George Henry Barnet Lyon - Baron - Gerrit Barron - Egbert Jacobus Bartelink - Basispartij voor Vernieuwing en Democratie - Basja - Bauxiet - BB met R - Sheraldo Becker - Rudy Bedacht - Chris de Beet - Bram Behr - Wilhelmus de Bekker - Hannah Belliot - Benzdorp - Berbice - Berg en Dal - H.M.C. Bergen - Adriaan van Berkel - Berlijn (dorp) - Berlijn (plantage in Commewijne) - Berlijn (plantage in Para) - Paul Bhagwandas - Bhai - Dick de Bie - Barryl Biekman - Bigi Poika - Bijgeloof - Philomena Bijlhout - Bijlmermeer - BHP Billiton - Billiton plc - Anand Binda - Headly Binderhagel - Binnenlandse Oorlog - Binnenstad Paramaribo -Biodiversiteit in Suriname - Bisdom Paramaribo - Maurice Bishop - August Biswamitre - C.R. Biswamitre - Bitterhout - Carlos Blaaker - Blaxtar - Iwan Blijd - Regi Blinker - Blue Wing Airlines - Blue Wing Airlines-vlucht PZ-TSV - Willem Boekhoudt - Merijn de Boer - Etienne Boerenveen - Boeroes - Prof. Dr. Ir. W.J. van Blommesteinmeer - Winston Bogarde - Boni - Remy Bonjasky - Jacob Boonacker - Jacob Boreel - Wim Bos Verschuur - Robert Bosari - Gerardus Balthazar Bosch - Johannes van den Bosch - Bospapaja - Bottelen - Roy Bottse - Desi Bouterse - Norma Bouterse - Melvin Bouva - Natuurreservaat Boven-Coesewijne - Edson Braafheid - Braamspunt - Nel Bradley - Mike Brahim - Adolf Brakke - Oscar Brandon - Borger Breeveld - Carl Breeveld - Hans Breeveld - Nicandro Breeveld - Brits-Guiana - Brits-Nederlands verdrag ter wering van de slavenhandel - Brokopondo (district) - Brokopondo (plaats) - Brokopondostuwmeer - Meier Salomon Bromet - Benny Brondenstein - Bronnen voor de Studie van Suriname - Broodvrucht - Broos - Stanley Brouwn -  Brownsberg Natuurpark - Brownsweg - Marcel de Bruin - Eddy Bruma - Ernie Brunings - Leo Brunswijk - Ronnie Brunswijk - BSB - BSS - Jan Buiskool - Buitenvrouw - Stichting Bukutori - Edgar Burgos - Felix Burleson - Stanley Burleson - Willem Buys - John H. de Bye

## C
Abraham Cabeliau - Cabendadorp - Cacao - Edgar Cairo - Willy Cairo - Elise van Calcar - Winston Caldeira - Chris Calor - Michael Cambridge - Willem Hendrik Campagne - Humphrey Campbell - Cándani - Herman van Cappelle - Wim Carbière - Caraïben - Caraïbische keuken - Lucien Carbin - Caribische Voetbal Unie - Caricom - Guno Castelen - Henk ten Cate - Johan Cateau van Rosevelt - Cayennepeper - Betty Cederboom -  Natuurreservaat Centraal Suriname - Centrale Bank van Suriname - J.B. Charles - Ch@tney.nl - Marcel Chehin - Henk Chin A Sen - Chinese Surinamers - Rupert Christopher - A.C. Cirino - Cocaïne - Coeroenie (rivier) - Coeroenie (ressort) - Coeroenie (plaats) - Coeroenie Airstrip - Colakreek - Collectie Nederlandse Scheepspost (Admiralty Court) - Ferdinand van Collen - Commewijne (district) - Commewijne (rivier) - Rudolf Bernhard William Comvalius - Sjoerd Conrad - Contractarbeid - Nelli Cooman - Coppename - Corantijn - Coronie - Corps Vrije Mulatten en Neegers - Cottica (district) - Cottica (rivier) - Creolen - Abraham Crijnssen - Siegfried Cruden - Augusta Curiel - Adolf Curiel - Archibald Currie

## D
Cyrill Daal - Sade Daal - Dagblad Suriname - Dag der Inheemsen - Dagbladpers in Suriname - Henk Dahlberg - Damaru - Theo Damsteegt - Eddy Dap - Edgar Davids - Lorenzo Davids - Kwame Dandillo  - De Nationale Assemblée - De Ware Tijd - Decembermoorden - De Decembermoorden in Suriname: verslag van een ooggetuige - De koningin van Paramaribo - Rudy Degenaar - Fred Derby - ...die Revolutie niet begrepen!... - Surinaamse diaspora – Jennifer van Dijk-Silos - Virgil van Dijk - Iwan Dijksteel - Districten van Suriname - Districtsraad (Suriname) - Dit wankel huis - DJ Chuckie - Marijke Djwalapersad - R. Dobru - Louis Doedel - Thea Doelwijt - Ida Does - Lloyd Doesburg - Don Experientia - Peerke Donders - Ryan Donk - Anthonie Donker - Doodstraf in Suriname - Gerda Van Dooren - Kees van Doorne - Ané Doorson - Steve van Dorpel - Hans Dorrestijn - Darl Douglas - Jim Douglas - Robby Dragman - Frank Dragtenstein - Eugène Drenthe - Giovanni Drenthe - Royston Drenthe - Aleks de Drie - Jacques Drielsma - Drietabbetje - Corstiaan van Drimmelen - Glenn Durfort - Ramon Dwarka Panday - Kid Dynamite

## E
Ebbatop -
Karel Eckhorst -
Wim van Eer -
Hein Eersel -
Regian Eersel -
Jan van Ees -
Jerry Egger -
Johan Eilerts de Haan -
Eilerts de Haangebergte -
Jo Einaar -
Dex Elmont -
Guillaume Elmont -
Ricardo Elmont -
John Elskamp -
Yngwe Elstak -
Orlando Emanuels -
S.D. Emanuels -
Piet Emmer -
Encyclopedie van Suriname -
Emile Ensberg -
Nel Ensberg -
Hugo Enser -
Ere-Orde van de Gele Ster -
Ere-Orde van de Palm -
Erf -
eri-eri -
K.J. van Erpecum - 
Ma Es -
Angela Esajas -
Harvey Esajas -
Wim Esajas -
Frank Essed -
Evangelische Broedergemeente Suriname

## F
Esseliene Christiene Fabies - Johannes Fåhraeus - Faja Lobbi - Famiri Mi Sma - Rabella de Faria - Sherwood Feliksdal - Michel Felisi - Feministische literatuur van Suriname - Ivan Fernald - Fernandes group - Deryck Ferrier -  Joan Mary Ferrier - Johan Ferrier - Kathleen Ferrier (politica) - Leo Ferrier - Fête de la Cuisine - Gerrit Fikkert - Flamboyant (plant) - Flora (houtgrond) - Flora (ressort) - Flora (wijk in Paramaribo) - Imro Fong Poen - Fort Buku - Fort Sommelsdijk - Fort Zeelandia - Fra Fra Sound - Framboesia - Purrel Fränkel - Frans-Guyana - A. Franssen Herderschee - Henk Fraser - Wendel Fräser - Fraters van Tilburg - Fredberg - Jurriaan François de Frederici - Frederiksdorp - Frits Frijmersum - Emile de la Fuente - Frater Fulgentius - Fabian de Freitas - Cerezo Fung a Wing

## G
Gaanman Gazon Matodja Award - Wilhelm Friedrich de Gaay Fortman - Gadogado - Chitra Gajadin - Galibi - Bish Ganga - Sharda Ganga - Rabin Gangadin - Geetapersad Gangaram Panday - Ganimet - Gazon Matodja - Rudolf Geel - Albert Geelvinck - Cornelis Geelvinck - Nicolaas Geelvinck - Ernst Gefferie - Olton van Genderen - Geologie van Suriname - Geologisch Mijnbouwkundige Dienst  - Eduard Gerdes - Geschiedenis van de Joden in Suriname - Geschiedenis van de Nederlandse slavernij - Geschiedenis van Suriname - Eugène Gessel - Kizzy Getrouw - Rudi Getrouw - Gevolmachtigd minister van Suriname - Siegfried Gilds - Soeshiel Girjasing - Leo Glans - Tjan Gobardhan - Ulrich van Gobbel - God zij met ons Suriname - Godo-olo - Lesley Goede - Henk Goedschalk - Claudius Henricus de Goeje - Christina van Gogh - Kenneth Gonçalves - Lilian Gonçalves-Ho Kang You - Frits Goodings - Hugo Goossen - Rudy Goossen - Arthy Gorré - Dean Gorré - Goslar (schip) - Goud - Goudwinning in Suriname - Henna Goudzand Nahar - A. Gouka - Ruben Gowricharn -  Gouverneurs van Suriname (tot 1954) - Gouverneurs van Suriname (1954-1975) - Joan Graafland, Pietersz. - Ivan Graanoogst - Gerrit de Graeff van Zuid-Polsbroek - Samuel Henriquez de Granada - Granman - Deborah Gravenstijn - Laetitia Griffith - Groenhart - Murthel Groenhart - Groningen - Grondenrechten van de inheemsen en marrons in Suriname - Klaas de Groot - Silvia W. de Groot - Grootopperhoofd - Romeo Grot - De Grote Suriname-tentoonstelling - Trudi Guda - Ruud Gullit - Gum Air - Guyanastroom

## H
André Haakmat - Radjin de Haan - Jerry Haatrecht - Winston Haatrecht - Warner Hahn - Half-Flora - Jean François Halfhide - John Hardjoprajitno - Harpij (roofvogel) - Ann Harris - Oscar Harris - Ed Hart - Maurits Hassankhan - Jimmy Floyd Hasselbaink - Nigel Hasselbaink - David Hendrik Havelaar - François Haverschmidt - Gerda Havertong - Wilfred Hawker - HBU - Janny de Heer - Orlando Heidanus - Henk Heidweiller - Ro Heilbron - Glenn Helder - Albert Helman - Johannes Nicolaas Helstone - Kenneth Herdigein - herheri - Henk Herrenberg - Adriaan Leonard van Heteren - Walther Hewitt - Johann F. Heymans - M.Th. Hijlaard - Humphrey Hildenberg - Eddy van der Hilst - Hindoehuwelijk in Suriname - Hindoestanen - Hindoestaanse muziek - Hindoestaanse vrouwenemancipatie in Nederland - Jacob J. Hinlopen - Ivan Hippolyte - F.Chr.H. Hirschmann - Gerard Hiwat - Roy Ho Ten Soeng - Rosemarijn Hoefte - Wolter Robert van Hoëvell - Guno Hoen - Pieter Hofstede Crull - Jim Hok - Gerrit Hooft - Wim Hoogbergen - Hoorspel - Eddy Hoost - Ernesto Hoost - Cornelis Hop - Roy Horb - Herman van der Horst - Hospitaalkwestie - Okke ten Hove - Bart Huges - Lieve Hugo - Otto Huiswoud - Anne Huits - Alexander von Humboldt - Aldith Hunkar

## I
Iconenkalender - Sergio IJssel - Ik eet, ik eet tot ik niet meer kan - In de Knipscheer - IBS - Inheemse oorlog in Suriname (1678-1686) - Inheemse Surinamers - Instituut ter Bevordering van de Surinamistiek - Inwijdingsrituelen van Surinaamse marrons - Irikaye - Soeki Irodikromo - Sri Irodikromo - ISO 3166-2:SR - Jupta Itoewaki

## J
Franklin Jabini - Ruth Jacott - Carlo Jadnanansing - Jagdieschandre Jadnanansing - Jai-Hanuman - Tanja Jadnanansing - R.L. Jankie - Denise Jannah - John Albert Jansen - John Jansen van Galen - Javaanse Surinamers - Jawjaw - Arti Jessurun - Realdo Jessurun - Eddy Jharap - Jodensavanne - Urmila Joella-Sewnundun - Virgall Joemmankhan - Fareisa Joemmanbaks - Jolicoeur - Jerry Murrien de Jong - Nigel de Jong - Cornelis Jong Baw - Harry Jong Loy - Michael Jong Tjien Fa - Journalistiek - W.E. Juglall - Julianatop - Remy Jungerman - Junglecommando - Nina Jurna

## K
Kaaikoesi - Kabalebo (gebied) - Kabalebo (ressort) - Kabalebo (rivier) - Kabalebo Airstrip - Kabinet-Arron I - Kabinet-Arron II - Kabinet-Bouterse I - Kabinet-Bouterse II - Kabinet-Emanuels - Kabinet-Ferrier - Kabinet-Kraag - Kabinet-May - Kabinet-Pengel I - Kabinet-Pengel II - Kabinet-Santokhi - Kabinet-Sedney - Kabinet-Shankar - Kabinet-Simons - Kabinet-Venetiaan I - Kabinet-Venetiaan II - Kabinet-Venetiaan III - Kabinet-Wijdenbosch II - Samuel Kafiluddi - Kakera Akotie - Richard Kalloe - Johann Wilhelm Kals - Kamala'imïn - André Kamperveen - Kamp Jodensavanne - Kampong - Ganeshkoemar Kandhai - KNAG - Kaolien - Kapitein - Ronald Kappel - August Kappler - Karaïben - Achmed Karamat Ali - Asgar Karamat Ali - Ashruf Karamat Ali - Jacob Karsseboom - Ruben Karsters - Johan Kasantaroeno - Kaseko - Kasjoe-eiland -  Kasmoni - Katwijk - Kawemhakan - Kawina - Conrad Carel Käyser - Michiel van Kempen - Kenneth Kempes - Kennedy-stichting - Kenny B - Natasja Kensmil - Cindy Kerseborn - Christophel Kersten - Sonny Kertoidjojo - Ketikoti - Effendi Ketwaru jr. - Effendi Ketwaru sr. - Rajendre Khargi - Elias Khodabaks - J.C. Kielstra - Kiesrecht in Suriname - Pieter Kikkert - Frans Killinger - Johannes King - Kingbotho - Mala Kishoendajal - KITLV - Harry Kisoensingh - Radjen Kisoensingh - Jan Klaasesz - Rinaldo Klas - Klederdracht (Suriname) - Normann Kleine - Kleine maagdenpalm - Kleptocratie - Guno Kletter - Ellen Klinkers - Peter Kloos - Patrick Kluivert - Andro Knel - Knippa - André Köbben - Kodjo - Koeliedepot - J.G.A. Koenders - Milano Koenders - Koffie - Ruben Kogeldans - Aliyah Kolf - Antoine de Kom - Anton de Kom - Howard Komproe - Koningspalm - Koninklijk Instituut voor Taal-, Land- en Volkenkunde - Koto - Ludwig Kotzebue - Kousenband (plant) - Johan Kraag - Lygia Kraag-Keteldijk - Krappa - Ismene Krishnadath - Krishnapersad Khedoe - Ewald Krolis - Iwan Krolis - Kromanti - Ranomi Kromowidjojo - Jack Kross - Rudi Kross - KTPI - Stephanus Kuijpers - Kuyake Aviation - Kwakoe (dagnaam) - Kwakoe (standbeeld) - Kwaku Summer Festival - Kwamalasamoetoe - Kwamina (schrijver) - Kwatta (aap) - Kwatta (merk) - Kwinti

## L
La Rouge - La Singularité - Laarwijk - Labadisten - Karin Lachmising - Jagernath Lachmon - Yvette Laclé - Johannes de Laet - Lalla Rookh (schip, 1853) - Lalla Rookh Museum - Lalla Rookh-complex - Adriaan François Lammens - Landelijk Overleg van Surinaamse Organisaties in Nederland - Sanne Landvreugd - Langatabbetje - F.A. Langguth Oliviera - Joseph Lanjouw - Leo Lashley - Lamuré Latour - Lawa (rivier) - Lawaspoorweg - Gerard Leckie - Frank Leeflang - Winston Leeflang - John Leefmans - Remy Leeuwin - Christopher Edward Lefroy - Cornelis Lely - Lelydorp - Sigi Lens - Gloria Leurs - Tessa Leuwsha - Alphons Levens - Marie Levens - Lugéne Lewis - Allan Li Fo Sjoe - Hermes L.M. Libretto - Noni Lichtveld - John Lie A Fo - Rudie van Lier - Lijst van forten - Lijst van gouverneurs van Suriname (1593-1954) - Lijst van gouverneurs van Suriname (1954-1975) - Lijst van Nederlandse koloniën - Lijst van premiers van Suriname - Lijst van presidenten van Suriname - Lijst van pseudoniemen - Lijst van Surinaamse ambassades - Lijst van Surinaamse kunstenaars - Lijst van Surinaamse ministeries - Lijst van Surinaamse ministers van Arbeid, Technologische Ontwikkeling en Milieu - Lijst van Surinaamse ministers van Binnenlandse Zaken - Lijst van Surinaamse ministers van Buitenlandse Zaken - Lijst van Surinaamse ministers van Defensie - Lijst van Surinaamse ministers van Financiën - Lijst van Surinaamse ministers van Handel en Industrie - Lijst van Surinaamse ministers van Justitie en Politie - Lijst van Surinaamse ministers van Landbouw, Veeteelt en Visserij - Lijst van Surinaamse ministers van Natuurlijke Hulpbronnen - Lijst van Surinaamse ministers van Onderwijs - Lijst van Surinaamse ministers van Openbare Werken - Lijst van Surinaamse ministers van Planning en Ontwikkelingssamenwerking - Lijst van Surinaamse ministers van Regionale Ontwikkeling - Lijst van Surinaamse ministers van Ruimtelijke Ordening, Grond- en Bosbeheer - Lijst van Surinaamse ministers van Sociale Zaken en Volkshuisvesting - Lijst van Surinaamse ministers van Transport, Communicatie en Toerisme - Lijst van Surinaamse ministers van Volksgezondheid - Lijst van Surinaamse schrijvers - Lijst van surinamisten - Lijst van vicepresidenten van Suriname - Frederik Lim A Po - Walter Lim A Po - Ortwin Linger - Giovanni Linscheer - Wilfred Lionarons - Literatuurprijs van Suriname - Guillaume Lo-A-Njoe - Frank Lobman - Willem Lodewijk Loth - Max Lobato -Jan Luchies Nysingh - Lucie

## M
Maarten Lutherkerk (Paramaribo) - Armand MacAndrew - Sherjill Mac-Donald - Jeangu Macrooy - Madame Jeanette - Mohamed Madhar - Maluana - William Man A Hing - Ken Mangroelal - Melvin Manhoef - Fred Manichand - Johan Coenraad Marcus - Clifford Marica - Mariënburg - Marihuwijne - Paul Marlee - Marowijne (district) - Marowijne (rivier) - Marrons - Marrontaal - Karl Martin - Matawai (taal) - Matawai (stam) - Jetty Mathurin - Matjok - Matoekoe - Jan Ernst Matzeliger - Jan Jacob Mauricius - Arthur May - Cynthia McLeod - Mechtelly - Peter Meel - Meerzorg - Meerzorg Stadion - Jacobus Cornelius Meeuwissen - Megacombinatie -  Henny Meijer - Emilio Meinzak - Melasse - Memre Boekoe-kazerne - Mentor - Stanley Menzo - Ewald Meyer - Paul Middellijn - Chas Mijnals - Humphrey Mijnals - Marijke van Mil - CB Milton - J.A. de Miranda - J.C. de Miranda - V.M. de Miranda - André Misiekaba - Miss India Holland - Frits Mitrasing - Moederbond - Moengo - Soewarto Moestadja - Raj Mohan - Moiwana - Moiwana'86 - Jack Monkau - Kenneth Monkou - Eddy Monsels - Sammy Monsels - Els Moor - Morgenster (plantage) - Morphovlinders - Alfred Morpurgo - Noeki André Mosis - Julius Muller - Margaret Ann Muller-Douglas - Atta Mungra - Subhas Mungra - Albert Mungroo -  Ruud Mungroo - Cornelis Munter

## N
Harvey Naarendorp - Peter Nagel - Cornelis Nagtegaal - Edu Nandlal - Krish Nannan Panday - Jit Narain - Narco-Saints - David Nassy - Samuel Nassy - Nationaal Archief Suriname - Nationaal Leger - Nationale Democratische Partij - Nationale Militaire Raad - Nationale Partij Suriname - Nationale Vrouwen Beweging - Natuurreservaat Tafelberg - Natuurtechnisch Instituut - Nederland - Nederlands-Guiana - Nederlands in Suriname - Nederlands slavernijverleden van A tot Z - Nederlandse koloniën - Nederlandse Taalunie - Laurens Neede - Kees Neer - Henry Neijhorst - Jan Nepveu - Alida Neslo - Anthony Nesty - Netstekker - Theodor Neumann Cordua - Hilde Neus - Maisha Neus - Nickerie (district) - Nickerie (rivier) - Maarten de Niet - Nieuw-Amsterdam - Nieuw-Nickerie - Kirsten Nieuwendam - Max Nijman - Linda Nooitmeer - Rufus Nooitmeer - Alexander Cornelis Noordhoek Hegt - Annel de Noré - Karl Noten - NVPH-catalogus - J.L. Nysingh

## O
R.A.P.C. O'Ferrall - Obia - Odo (spreekwoord) - Tara Oedayrajsingh Varma - Oelemari (rivier) - Oelemari Airstrip - Baal Oemrawsingh - Sugrim Oemrawsingh - Paula van der Oest - OGEM - OIS - Alonso de Ojeda - Ellen Ombre - Henk van Ommeren - Onderwijs in Suriname - Surinaamse onafhankelijkheid - Onoribo - Onverdacht - Onverwacht - Benny Ooft - Coen Ooft - Johannes Willem Ooms - Oost-Westverbinding - Baltus Oostburg - Joan van Oosterwijck - Operation Grasshopper - Oranjepad - Orde van den Prince - Organisatie van Inheemsen in Suriname - Fred Ormskerk - Oso (tijdschrift) - Frederik Oudschans Dentz - Outalissi; a Tale of Dutch Guiana - Over de gekte van een vrouw - Overstromingen in Suriname van 2006

## P
Bert Paasman - André Pakosie - Palmenfamilie - Louis Constant van Panhuys - Ricardo Panka - Papaja - Papegaaienmunt en kaartengeld - Para (district) - Paradijsvogelbloem - Paradise (plantage) - Paramaribo - Paramaribo Zoo - Paranam - Parbo bier - Lodewijk Parisius - Pannalal Parmessar - Passiflora foetida - Passiflora laurifolia - Pater Ahlbrinck Stichting - Fred Patrick - Pim de la Parra - Rabin Parmessar - Partij Nationalistische Republiek - Samuel Pawironadi - Johan Adolf Pengel - Johan Adolf Pengel International Airport - Peperpot - Clayton Peroti - Paul van Philips - Faried Pierkhan - Chinyere Pigot - Cor Pigot - Brian Pinas - Eddy Pinas - Pipa (kikker) - Don Diego Poeder - Platform Surinaamse Diaspora - Anton Plet - Poeketi - Pokigron - Cristien Polak - Chris Polanen - Desi Polanen - Pieter Polanen - Rudy Polanen - Sam Polanen - Harold Pollack - pom - Pomme de cythère - Guillaume Pool - Hugo Pos - Raymond Henri Pos - Post Utrecht - Hans Prade - Praktizijn - Premio D. Emilio Castelar - Present - Presidenten van Suriname - Priary - Prins Awin en de twee leeuwewelpjes en andere verhalen - Prostitutie in Suriname - PSV - A.A. Pulle - Putsch - Tine Putscher

## Q
Quassie van Timotibo - Aksel Quintus Bosz - Quaco

## R
Raad van Kabiten en Basiya van de Okanisi in Nederland - Celestine Raalte - Harry Radhakishun - Pretaap Radhakishun - Radio Apintie - Stanley Raghoebarsing - Rahmān Khān-prijs - Lesley Rahman - Rita Rahman - Idan Raichel - Raleighvallen - Walter Raleigh - Sewraam Rambaran Mishre - Nirmala Rambocus - Soerinder Rambocus - Fred Ramdat Misier - Albert Ramdin - Hélène Ramjiawan - George Ramjiawansingh - Cyrill Ramkisor - Robby Ramlakhan - Hans Ramsoedh - Germaine de Randamie - Radjkoemar Randjietsingh -  Rappa - Nadia Raveles - Yvonne Raveles-Resida - Giovanni Ravenberg - Rick van Ravenswaay - Jörgen Raymann - Redi Musu - Saimin Redjosentono - Sophie Redmond - reduplicatie - John Reeberg - Errol Refos - Michael Reiziger - Rekenkamer van Suriname - Eugène Rellum - Steven Relyveld - Patricia Remak - Just Rens - Ronny Rens - Republiek - Ressort - Ressortraad -  Michel van Rey - Harold Riedewald - Lambertus Johannes Rietberg - Frank Rijkaard - Lucia Rijker - Rijkswet op het Nederlanderschap - Rijst - Henri François Rikken - Ririhpë - Andy Ristie - Quintis Ristie - SV Robinhood - Tito Rodrigues - Willem Röell - Gerald Roethof - Max Roethof - Otti Roethof - Daniel Rolander - L.M. Rollin Couquerque - Charles Roman - Henk Rommy - Jos de Roo - Paul François Roos - Theodorus van Roosmalen - René de Rooy - Rosebel-goudmijn - Roti - Ruben Rozendaal - Jairzinho Rozenstruik - Urta Rozenstruik - Gregory Rusland - Harold Rusland - Rodney Russel - Romeo van Russel - G.G.T. Rustwijk - Wim Rutgers

## S
Dario Saavedra - Flora Saavedra - Betty Sabajo-Cederboom - Emelina Sabajo - Sabaku - Roline Samsoedien -  Elisabeth Samson - Ruth San A Jong - Hendrik Samingan Sanirsad - Santo Boma - Chan Santokhi - Raymond Sapoen - Sapoyers - Saramacca - Saramacca (rivier) - Saramacca Project - Saramaccaans - Ramdien Sardjoe - Jan Sariman - Sarnami - Martinus Sastroredjo -  Cornelis van Schaick - Andy Scharmin - Henderikus Christophorus Schetsberg - Jakob van Schevichaven - Grace Schneiders-Howard - Johanna Schouten-Elsenhout - Schrijversgroep '77 - Gerard van der Schroeff - Peter Schüngel - Jules Sedney - Eddy Sedoc - Gregory Sedoc - Roy Sedoc - Ernie Seedo - Onkel Seedo - Clarence Seedorf - Toepon Semoedi - Sergeantencoup - Hendrik Setrowidjojo - Ramsewak Shankar - Jiwansingh Sheombar - Hemradj Shriemisier - Shrinivási - Rini Shtiam - Cornelis Sibe - Jennifer Simons - Marylin Simons - Robert David Simons - Sylvana Simons - Rayen Simson - Mahatam Singh - La Singularité - Sint Petrus en Paulus Kathedraal - Sipaliwini - Johan Sisal - Badrissein Sital - Martin Sitalsing - Sheila Sitalsing - Paul Sjak Shie - Sven Sjauw Koen Fa - Jozef Slagveer - Slavernijmuseum - Ray Slijngaard - SLM-ramp - Andwelé Slory - Michaël Slory - De smaak van Sranan Libre - Smibanese woordenboek - Hendrik Jan Smidt - Willem Smit - Jimmy Smits - Johannes François Snelleman - Errol Snijders - Ronald Snijders - Sociëteit van Suriname - Iding Soemita - Willy Soemita - André Soeperman - Virgil Soeroredjo - Robby Sohansingh - S. Sombra - Paul Somohardjo - Spaanse bok - Johan George Spalburg - Gerard Spong - Tyrone Spong - .sr - SRS - Staatsgreep - Staatsprijs voor Jeugdliteratuur - Sabrina Starke - Staten van Suriname - Statuut voor het Koninkrijk der Nederlanden - John Gabriël Stedman - Stichting Collectief Overzee Suriname - Stichting Kunstwerken Leo Glans - Stichting Machinale Landbouw - Nick Stienstra - Stinasu - P.S. Stoelman - Stoelmanseiland - Jimmy Stolk - Stolkertsijver - Stoneiland - Stroomversnelling - George Struikelblok - Suikerriet - Suralco - Surianto - Sranantongo - Surinaams milieurecht - Surinaams-Nederlands - Surinaams Olympisch Comité - Surinaams voetbalelftal -Surinaamsche Waterleiding Maatschappij - Surinaamse dollar - Surinaamse doodsrituelen - Surinaamse journalistiek - Surinaamse kers - Surinaamse keuken - Surinaamse literatuur - Surinaamse Luchtvaart Maatschappij - Surinaamse Partij van de Arbeid - Surinaamse Schutterij - Surinaamsche Tentoonstelling (1876) - Surinaamse Voetbal Bond - Surinaams Inspraak Orgaan -  Suriname - Suriname (kolonie) - Suriname (Koninkrijk der Nederlanden) - Suriname (rivier) - Surinamers - Suriname op de Olympische Zomerspelen 1960 / 1968 / 1972 / 1976 / 1984 / 1988 / 1992 / 1996 / 2000 / 2004 / 2008 - Surinameplein - Suriname (tentoonstelling, 1962) - Surinamist - Surinamistiek - Suriprofs - Elvira Sweet - Joannes Baptista Swinkels - Joyce Sylvester - Willem Symor

## T
Taalunie - Tafelberg - Ivan Tai-Apin - Humberto Tan - Tapanahony (ressort) - Tapanahony (rivier) - Wilfred Teixeira - Telefooncoup - Joanne Telesford - Telesur - André Telting - Tëmeta Wetaru - Janey Tetary - The Crazy Rockers - Iléne Themen - Imro Themen - Jurgen Themen - Goedoe Goedoe Thijm - Bonno Thoden van Velzen - Thorarica - R.W.A. Thurkow - Dwight Tiendalli - Tigri-gebied - Nadia Tilon -  Martha Tjoe Nij - Henk Tjon - Evita Tjon A Ten - Erik Tjon Kie Sim - Carry-Ann Tjong Ayong - Frits Tjong Ayong - Toemoek-Hoemakgebergte - Toerisme in Suriname - Roy Tolud - Warmolt Tonckens - Toneel in Suriname - Toriman - Totness - Gordon Touw Ngie Tjouw - Trafassi - SV Transvaal - Trassi - treef - Trefossa - trickster - Trio (volk) - TRIS - Troepenmacht in Suriname - Tucajana Amazones - Regilio Tuur - Tweede Engels-Nederlandse Oorlog - Typhoon (rapper)

## U
Millie Uckerman - Wim Udenhout - Uitvlugt (Paramaribo) - Ultimus - Universiteit van Suriname - Etienne Urka - Urwin Vyent - Mustapha Usman

## V
Hans Valk - Van Asch van Wijckgebergte - Gerda Van Dooren - Arnold Vanderlyde - Gerald Vanenburg - Paulus van der Veen - Ronald Venetiaan - Vereniging Inheemse Dorpshoofden Suriname - Vereniging Ons Suriname - Corly Verlooghen - Elfried Veldman - Verdwenen straatnamen in Paramaribo - Vertegenwoordigers van Suriname in Nederland - Roué Verveer - Harriette Verwey - Bea Vianen - François de Vicq - VIDS - Florian Vyent - Wilgo Vijfhoven - Marciano Vink - Theo Vishnudatt - Vlag van Suriname - Vliegramp Suriname 2008 - Hugo van Vliet - Johan August Voigt - Volkslied van Suriname - Voltzberg - Jan Voorhoeve - Vooruitstrevende Hervormings Partij - Anton Vrede -  Dorus Vrede - Regilio Vrede - Franklin Vreden - Annette de Vries - Ellen de Vries - Erwin de Vries - Mark de Vries - Hein de Vries - Simon Daniël de Vries - Letitia Vriesde - Vrije Indische Partij - Sergio Vyent

## W
Adolf Lodewijk Waaldijk - E.Th. Waaldijk - Wageningen - Andries van der Wal - Hugo Walker - Johan van de Walle - Thomas Waller - Aldert Walrecht - Wanica (district) - Wan Pipel - Wapen van Suriname - Warau (taal) - Warau (volk) - De Ware Tijd - Celsius Waterberg - Waterhyacint - Waterkant - Wayana (taal) - Wayana (volk) - Franc Weerwind - pater Weidmann - Werkgroep Caraïbische Letteren - Marga Werkhoven - Joanna Werners - De West (dagblad) - West-Indië - West-Indisch Bedrijf - West-Indisch Huis (Amsterdam) - Stephen Westmaas - Pieter Westra - Tëmeta Wetaru - Ineke van Wetering - Charles Rodolph Weytingh - Wie Eegie Sanie - John Wijdenbosch - Jules Wijdenbosch - Jules Wijdenboschbrug - Louis Wijdenbosch - Georginio Wijnaldum - Edgar Wijngaarde - Edwin Gustaaf Wijngaarde - Frank Wijngaarde - Emile Wijntuin - Wilhelminagebergte - Francis Willoughby - W.E.H. Winkels - Aron Winter - Winti - Winti-prei - Donovan Wisse - Witagron - Julian With - Paul Woei - Max Woiski sr. - Max Woiski jr. - Julien Wolbers - Edwin Wolf - Sigi Wolf - Frits Wols - Wonderlicke avontuer van twee goelieven - Dorothee Wong Loi Sing - Wonotobovallen - Nordin Wooter - Wilhelmus Wulfingh

## X
Xyrisfamilie

## Y
Yaws

## Z
Zanderij - Karel Zeefuik - Zeekoeien - Marcel Zeeuw - Aloysius Zichem - Zionoco - zoete patat - Zorg en Hoop Airport - Zorg en Hoop (houtgrond) - Zorg en Hoop (indigoplantage) - Zorg en Hoop (katoenplantage) - Zorg en Hoop (radioprogramma) - Zorg en Hoop (suikerplantage) - Zorg en Hoop (wijk) - Zoutvlees - Zuid-Amerika - Zuid-Amerikaanse Spelen - Zuid-Amerikaanse Statengemeenschap - Armand Zunder - Zuster Gerda Van Dooren